# Haieshausen
Haieshausen ist eine Ortschaft der Stadt Einbeck im südniedersächsischen Landkreis Northeim.

## Geografie
Haieshausen befindet sich im nordöstlichen Teil der Stadt Einbeck im Leinebergland. Wenige hundert Meter nördlich des Dorfes mündet die Aue in die Leine.

## Geschichte
Im Zuge der Gebietsreform in Niedersachsen, die am 1. März 1974 stattfand, wurde die zuvor selbständige Gemeinde Haieshausen in die Gemeinde Kreiensen eingegliedert. Als Teil dieser Gemeinde wurde Haieshausen am 1. Januar 2013 eine Ortschaft der neugebildeten Stadt Einbeck.
Der Haltepunkt Billerbeck-Haieshausen lag an der Bahnstrecke Osterode–Kreiensen. Diese wurde stillgelegt.

## Politik
Aufgrund seiner geringen Einwohnerzahl wird Haieshausen nicht von einem Ortsrat, sondern von einer Ortsvorsteherin vertreten. Aktuell ist Nicole Harnisch die Ortsvorsteherin.